# Charles G. Atherton
Pour les articles homonymes, voir Atherton.
Charles Gordon Atherton (4 juillet 1804 - 15 novembre 1853) est un homme politique et un avocat américain du New Hampshire. Il est élu à la Chambre des représentants des États-Unis de 1837 à 1843 et au Sénat des États-Unis de 1843 à 1849, puis à nouveau en 1853. Il est démocrate.

## Jeunesse et études
Charles G. Atherton est le fils de Charles Humphrey Atherton (en) et de Mary Ann Toppan, fille de Christopher Toppan, de Hampton, dans le New Hampshire,. Sa mère lui donne des cours à domicile. Atherton reçoit une éducation classique, apprenant le latin dès son plus jeune âge. Il se rend à l'académie de Lancaster, dans le Massachusetts, sous la direction de Jared Sparks, de 1815 à 1817. Il rentre chez lui à la mort de sa mère et termine sa préparation à l'université dans le bureau de son père, sous la direction de Joseph Willard. Il suit les cours classiques de l'inventeur Samuel Abbot, puis étudie le droit sous la tutelle de son père, ancien politicien fédéraliste et l'un des avocats les plus distingués de l'État. En 1818, il entre à l'université de Harvard, où il étudie le droit et obtient son diplôme en 1822. Après avoir obtenu son diplôme, il est admis au barreau en 1825 et commence à exercer à Dunstable (en), dans le New Hampshire.
Comme tous les hommes du New Hampshire âgés de 18 à 45 ans, Atherton est membre de la milice de l'État et sert dans le 5e régiment de carabiniers de Lafayette en tant que lieutenant en 1827.

## Carrière
Atherton est un dixiecrat, originaire d'un État du nord de la Nouvelle-Angleterre. Il s'engage très tôt dans la politique et s'identifie au parti démocrate, auquel il reste fidèle toute sa vie.
Le point de vue d'Atherton sur l'esclavage est qu'il est autorisé par la Constitution et que le gouvernement fédéral n'a pas le pouvoir de le réglementer. Son grand-père est d'un avis contraire et s'oppose à la ratification de la Constitution des États-Unis parce qu'elle autorise l'esclavage.

### Chambre des représentants
Atherton est élu à l'âge de 26 ans membre de la Chambre des représentants de l'État en 1830. Il est président de la Chambre de 1833 à 1835. Il est surtout connu pour sa position ferme en faveur des droits des États.
Il est élu en tant que démocrate au vingt-cinquième Congrès des États-Unis et aux deux Congrès suivants (4 mars 1837 - 3 mars 1843) et ne se représente pas en 1842, étant devenu candidat au poste de sénateur.
Il est à l'origine de la règle du bâillon de 1838, dite « Atherton Gag », qui étouffe toute pétition relative à la fin de l'esclavage, à l'instigation des barons esclavagistes. Curieuse position pour le petit-fils de Joshua Atherton qui, tant d'années auparavant, est prêt à s'opposer à la ratification de la Constitution fédérale en raison de la reconnaissance de l'esclavage. Depuis lors, il est connu sous le nom de « Gag Law Atherton ».
Lors de son premier mandat au Congrès en 1838, il présente cinq résolutions qui sont adoptées et qui créent une nouvelle résolution interdisant au Congrès de discuter des pétitions mentionnant la fin de l'esclavage. Il présente ses cinq résolutions le 11 décembre 1838. Le Congrès les approuve le 12 décembre 1838.
Plusieurs résolutions similaires, puis une règle permanente de la Chambre, sont approuvées par le Congrès entre 1835 et 1840, mais le « bâillon d'Atherton » est la seule d'entre elles à porter le nom de son auteur,.
John Greenleaf Whittier, poète et partisan de l'abolition de l'esclavage aux États-Unis, qualifie Atherton de vil et de sournois et écrit des poèmes faisant référence à la fois à Atherton et au bâillon, ce qui frustre Whittier et tous les autres abolitionnistes, car cela limite tout débat ouvert au Congrès sur le sujet.

### Sénat des États-Unis
Atherton est élu au Sénat des États-Unis sous l'étiquette démocrate en 1843, en remplacement de Leonard Wilcox (en), et siège du 4 mars 1843 au 3 mars 1849.
Pendant son mandat au Sénat, Atherton est président de la commission de l'imprimerie, de la commission des routes et des canaux et de la commission des finances.
Atherton et Samuel S. Phelps (en) sont respectivement les seuls sénateurs démocrates et whigs de Nouvelle-Angleterre à voter en faveur du projet de loi sur le compromis Clayton (en).
Atherton reste actif politiquement pour le parti démocrate, même lorsqu'il n'est pas en fonction. Pour illustrer son influence politique, un journal régional, The Boston Pilot du 28 août 1852, rapporte que « lors du barbecue démocrate à Hillsborough, l'honorable Charles G. Atherton préside. Le colonel John Houston Savage (en) du Tennessee, John Van Buren (en) de New York, John B. Weller de Californie, le major Isaac Stevens de l'armée américaine, Jeremiah Clemens (en) de l'Alabama, le général John Adams Dix de New York, Willis A. Gorman (en) de l'Indiana, le capitaine Isaiah Rynders (en) et d'autres prononcent des discours pleins d'entrain. Ces mêmes messieurs prennent la parole lors de la réunion des démocrates à Faneuil Hall le vendredi soir, qui se poursuit jusqu'à plus de minuit. C'est une affaire pleine d'entrain et les orateurs sont tous au diapason ».
Après avoir terminé son mandat, Atherton n'est pas réélu et reprend l'exercice de son métier d'avocat à Nashua. Toutefois, en novembre 1852, il est choisi pour occuper le siège laissé vacant par John P. Hale et retourne au Sénat après avoir prêté serment pour le mandat commençant le 4 mars 1853.
Atherton fait partie du cercle rapproché de Franklin Pierce, au moment où celui-ci est élu 14e président en 1853. Pierce a prévu de faire d'Atherton son porte-parole au Sénat au début de sa présidence, mais Atherton décède inopinément,.
Atherton, connu pour être un grand buveur de whisky, n'assiste pas à l'investiture présidentielle de Franklin Pierce, très probablement pour des raisons de santé, puisqu'il voyage dans tout le pays pour faire campagne en faveur de Franklin Pierce et faire un rapport de première main sur ses vertus, sa sobriété, son affinité pour les immigrants et sa bravoure sur le champ de bataille.

## Vie privée
Il a épousé Ann (Nancy) Barnard Clark, petite-fille du révérend Jeremiah Barnard, en 1828. Ils n'ont pas d'enfants. Atherton est un ami proche du romancier Nathaniel Hawthorne.
Atherton est mort subitement d'une tuberculose pulmonaire à Manchester, dans le New Hampshire, le 15 novembre 1853.
Il est enterré au cimetière de Nashua, dans le New Hampshire, le 20 novembre 1853. À l'occasion de sa mort, en tant que sénateur de l'État du New Hampshire, une notice nécrologique est publiée au Sénat des États-Unis et à la Chambre des représentants, le 19 décembre 1853,.